# Elektriska dubbelskiktet

Elektriska dubbelskiktet

Det elektriska dubbelskiktet är en modell som beskriver den elektriska potentialens variation nära en yta hos en partikel i ett vätskemedium. Det skikt av motjoner som bildas kring partiklar med laddad yta i en partiklulär lösning, oftast av kolloidala dimensioner, har en repulsiv inverkan, vilket har en stor betydelse för den kolloidala stabiliteten. Om potentialen är för låg kommer partiklarna att agglomerera (klumpa ihop sig). Salttillsatser ökar elektrolytkoncentrationen och minskar det elektriska dubbelskiktets betydelse, vilket destabiliserar lösningen. 
De elektriska dubbelskiktet består av ett kompakt lager av motjoner där potentialen sjunker linjärt med avståndet från partikelytan. Sedan följer ett diffust lager av rörliga joner. Mellan dessa lager finns ett skjuvplan, där man kan uppmäta potentialen, kallad zeta-potential. Zeta-potentialen används som ett mått på dubbelskiktets tjocklek, och således dess stabiliserande inverkan på en suspension.